# هند و برمه
هند و برمه (انگلیسی: Indo-Burma) یک ناحیه تنوع زیستی است که از سوی موسسه بین‌المللی حفاظت محیط زیست جزو کانونهای حساس تنوع زیستی جهان محسوب می شود. این منطقه حدود ۲ میلیون و ۷۰۰ هزار کیلومتر مربع از زمین های کم ارتفاع حوزه رود گنگ را شامل می شود.